# Chloe Kim
Chloe Kim (Long Beach, 23 aprile 2000) è una snowboarder statunitense, campionessa olimpica di halfpipe a Pyeongchang 2018 e Pechino 2022. Nel 2016 è divenuta la prima americana a vincere un oro ai Giochi olimpici giovanili invernali. Con la conquista dell'oro Pyeongchang 2018 all'età di 17 anni, è diventata invece la più giovane campionessa nello snowboard.

## Biografia
È nata in California da genitori di origine sudcoreana. Dopo non essere riuscita a partecipare a Soči 2014 per via dell'età troppo giovane, ha esordito con un argento nel superpipe agli X Games 2014, preceduta solamente da Kelly Clark. Nel gennaio 2016 ha debuttato in Coppa del Mondo ottenendo a Mammoth Mountain, negli Stati Uniti d'America, il secondo posto nella gara di halfpipe.
Ai Giochi di Pyeongchang 2018 si laurea più giovane campionessa nello snowboard, piazzando un punteggio di 98.25 nell'halfpipe femminile davanti alla cinese Liu Jiayu (89.75) e alla statunitense Arielle Gold (85.75). In seguito diventa anche campionessa mondiale nella stessa disciplina aggiudicandosi i campionati di Park City 2019, titolo confermato ad Aspen 2021.
Ai Giochi di Pechino 2022 conferma il titolo olimpico nell'halfpipe femminile con il punteggio di 94.00, battendo la spagnola Queralt Castellet e la giapponese Sena Tomita. Vince il suo terzo titolo iridato a Engadina 2025.
Tra il 2015 e il 2025 vince 8 medaglie d'oro nel superpipe degli X Games, inoltre si impone per tre volte nella classifica di specialità dell'halfpipe in Coppa del Mondo.

## Palmarès

### Olimpiadi
- 2 medaglie:
  - 2 ori (halfpipe a Pyeongchang 2018, halfpipe a Pechino 2022)

### Mondiali
- 3 medaglie:
  - 3 ori (halfpipe a Park City 2019; halfpipe a Aspen 2021; halfpipe a Engadina 2025)

### Winter X Games
- 10 medaglie:
  - 8 ori (superpipe ad Aspen 2015; superpipe ad Aspen 2016; superpipe ad Oslo 2016; superpipe ad Aspen 2018; superpipe ad Aspen 2019; superpipe ad Aspen 2021; superpipe ad Aspen 2024; superpipe ad Aspen 2025)
  - 1 argento (superpipe ad Aspen 2014)
  - 1 bronzo (superpipe ad Aspen 2017)

### Coppa del Mondo
- Miglior piazzamento nella Coppa del Mondo generale di freestyle: 2ª nel 2018
- Vincitrice della Coppa del Mondo di halfpipe nel 2017, nel 2018 e nel 2021
- 14 podi:
  - 12 vittorie
  - 2 secondi posti

#### Coppa del Mondo - vittorie
| Data             | Luogo           | Paese         | Disciplina |
| ---------------- | --------------- | ------------- | ---------- |
| 6 febbraio 2016  | Park City       | Stati Uniti   | HP         |
| 16 dicembre 2016 | Copper Mountain | Stati Uniti   | HP         |
| 21 gennaio 2017  | Laax            | Svizzera      | HP         |
| 8 settembre 2017 | Cardrona        | Nuova Zelanda | HP         |
| 9 dicembre 2017  | Copper Mountain | Stati Uniti   | HP         |
| 8 dicembre 2018  | Copper Mountain | Stati Uniti   | HP         |
| 19 gennaio 2019  | Laax            | Svizzera      | HP         |
| 23 gennaio 2021  | Laax            | Svizzera      | HP         |
| 21 marzo 2021    | Aspen           | Stati Uniti   | HP         |
| 15 gennaio 2022  | Laax            | Svizzera      | HP         |
| 18 gennaio 2025  | Laax            | Svizzera      | HP         |
| 1º febbraio 2025 | Aspen           | Stati Uniti   | HP         |

Legenda:

HP = Halfpipe